# Блафтон (Индиана)
Блафтон (англ. Bluffton) — город и административный центр округа Уэлс в штате Индиана в Соединённых Штатах Америки.
Согласно данным переписи населения США 2020 года число жителей города 
составляло 10 308 человек, что, для такого небольшого населённого пункта, существенно больше, чем было во время предыдущей переписи проводившейся в 2010 году (9 897 человек).
Неофициальное прозвище Блафтона — «Город салонов» (англ. «Parlor City») за то, что во времена газового бума в Индиане здесь появились одни из первых чистых мощёных улиц на которых размещалось множество развлекательных заведений.

## История
Первые некоренные американские поселенцы прибыли в эти места в 1835 году после окончания войны Черного Ястреба, а также завершения строительства канала Эри. Первопроходцы состояли почти исключительно из жителей Новой Англии; это были «янки», то есть потомки английских пуритан, которые поселились в Новой Англии в колониальную эпоху. В основном они были прихожанами Конгрегационалистской церкви, хотя из-за Второго великого пробуждения многие из них обратились в методизм, а некоторые стали баптистами. В то время на этих землях не было ничего, кроме густого девственного леса и дикой прерии.

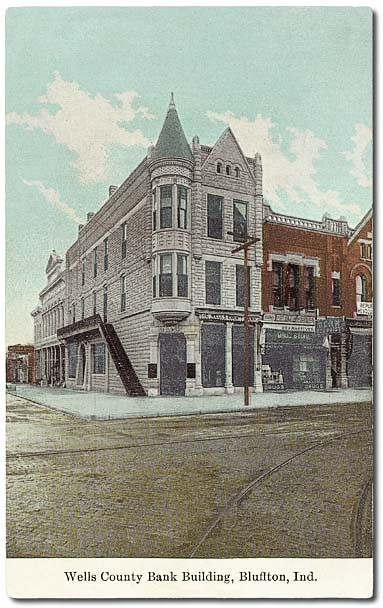
Банк округа Уэлс (1910-е)

Блафтон был основан в 1838 году и назван в честь речных утёсов около первоначального места расположения города. Первое отделение Почтовой службы США открылось в 1839 году. В первые годы это была примитивная деревушка в глуши, подверженная частым разливам реки Уобаш и вспышкам малярии. Округ Уэлс был организован за год до Блафтона, и вскоре были назначены выборы административного центра округа. Претендентами на звание столицы округа, помимо Блафтона, были сообщества Вера-Крус и Марри. В конечном итоге предпочтение было отдано Блафтону.
Первое здание окружного суда было возведено в Блафтоне в 1840 году Дэвидом Уитменом (англ. David Whitman). Это было двухэтажное строение, расположенное на западной стороне Мэйн-стрит, между Маркет-стрит и Уобаш-стрит.
В 1851 году Блафтон официально получил статус города; его население на тот момент составляло около 850 человек.
Планы по проведению железной дороги к Блафтону появились ещё в 1840-е, но в силу различных причин (дороговизна строительства по болотистой местности, Гражданская война в США и т.д.) стройка постоянно откладывалась. Только в 1869 году железнодорожная ветка была завершена, что принесло Блафтону бурный рост.

## География
Город Блафтон расположен на берегах реки Уобаш.
Согласно данным Бюро переписи населения США, общая площадь Блафтона составляет 8,359 квадратных миль (21,65 км2), из которых 8,23 квадратных миль (21,32 км2 или 98,46%) — это суша и 0,129 квадратных миль (0,33 км2 или 1,54%) — водная поверхность.